# Antiopa

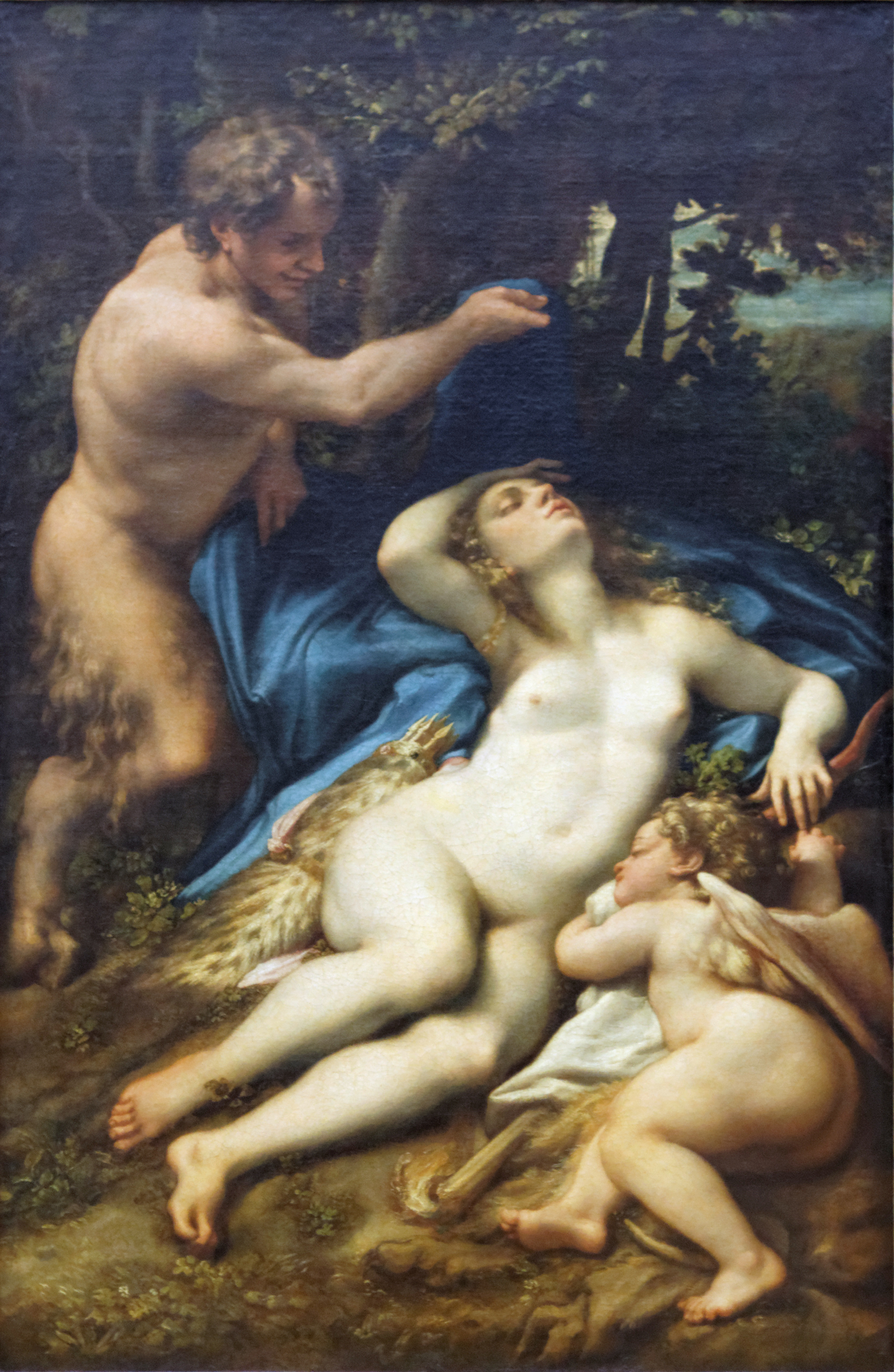
Jupiter a Antiopa

Antiopa (řecky Αντιόπη, latinsky Antiope) je v řecké mytologii jméno několika ženských postav.

## Antiopa z Théb
Byla dcerou thébského krále Nyktea.Proti otcově vůli se s ní oženil sikyónský král Epopeus. Nykteus s ním proto neúspěšně válčil a na smrtelné posteli žádal svého bratra Lyka, aby ho pomstil. Lykos uspořádal výpravu na Peloponnés, zbořil město Sikyón a krále Epopea zabil.
Antiopa byla tak krásná, že upoutala nejvyššího boha Dia a z tohoto mileneckého vztahu se narodili bratři Amfíón a Zéthos. Ze strachu před svým manželem pohodila dvojčata v lese (podle jiných pramenů je však v lese nechal Antiopin strýc Lykos na nátlak své manželky Dirké). Našel je pastýř, vzal je k sobě a dal jim vychování i vzdělání. Vyrostli v urostlé mládence, byli ale každý jiný: Amfíón byl jemný a mírný, miloval hudbu, zatímco Zéthos byl silák, miloval lov a zápas. Přesto žili spokojeně spolu a nic netušili o svém původu.
Po smrti krále Nyktea nastoupil na thébský trůn jeho bratr Lykos. Jeho manželka Dirké Antiopu nenáviděla a tak jí připravovala nejhorší ústrky a utrpení a nakonec ji uvrhla do vězení. Po dlouhé době jí Zeus dopomohl k útěku do hor.
Možná náhodou, možná z božské vůle, dostala se právě k pastýři a svým synům. Než si mohli všechno vysvětlit, objevila se Dirké, v které vzplála stará nenávist a prohlásila, že ta žena je uprchlá otrokyně. Poručila bratrům, aby ji chytili, přivázali k rohům býka a nechali ji usmýkat. Bratři nechtěli, ale nakonec museli královnin rozkaz poslechnout. V poslední chvíli promluvil pastýř, řekl, že je to jejich matka. Bratři v hněvu nad připravovaným zločinem Dirké krutě potrestali stejným způsobem, jaký ona připravovala pro Antiopu – divoký býk ji usmýkal k smrti.
Antiopa a její synové se vrátili do Théb. Na domluvu od boha Herma upustili od potrestání krále Lyka, darovali mu život, ale z města ho vyhnali. (Také je možné, že ho zbavili vlády a zabili ho, jak to líčí jiná verze příběhu.) Ujali se vlády a dali se do zvelebování města a do stavby bytelných hradeb.

## Antiopa - vůdkyně Amazonek
Nejznámější nositelkou tohoto jména byla vůdkyně Amazonek. Zajal ji hrdina Héraklés, když plnil úkol pro mykénského krále Eurysthea a vypravil se k Amazonkám, aby získal pás královny Hippolyty pro Eurystheovu dceru.
Intrikami bohyně Héry tam došlo k ozbrojenému střetu, v němž Amazonky utrpěly porážku. Jejich vůdkyně Antiopa byla zajata a Héraklés ji daroval svému příteli Théseovi, ten si ji odvedl do Athén a údajně se s ní oženil. Když Amazonky táhly do Athén, aby svou družku osvobodily, Antiopa – zamilovaná do Thésea – se postavila po boku svého muže proti nim a nakonec v
boji zahynula.

## Antiopa z Makedonie
Další nositelkou tohoto jména byla manželka makedonského krále Piera, který svým dcerám dal jména devíti Múz. Domýšlivé dívky vyzvaly Múzy k soutěži, kterou samozřejmě prohrály a byly poté proměněny ve straky.

## Odraz v umění
- Nejdramatičtější moment z tohoto příběhu zachycuje největší sousoší, které se ze starověku zachovalo, a sice Farnéský býk v Neapoli, vytvořený sochaři Apollóniem a Tauriskem v 1. stol. př. n. l.
- obraz Antiopin spánek namaloval Corregio (kolem roku 1520)
- obraz Zeus a Antiopa je od Watteaua (kolem roku 1720). Oba tyto obrazy jsou v pařížském Louvru